# Cavalia
Cavalia est une entreprise spécialisée dans la création, la production et la commercialisation de spectacles vivants. Son siège social est situé à Montréal, dans la province de Québec, au Canada.

## Histoire
Créé en 2003 par Normand Latourelle sous le nom de « Voltige », les préparatifs et représentations du spectacle ont lieu à Shawinigan. Ce spectacle a pour thème la relation entre l’humain et le cheval à travers l’histoire [réf. à confirmer]. 5 millions de spectateurs ont assisté ou ont vu le spectacle depuis sa création[réf. à confirmer]. Un deuxième spectacle créé en 2011, Odysséo, met en scène les arts équestres, des acrobates, de la musique en direct, des projections multimédias et des effets spéciaux.
Cavalia dispose d'un grand chapiteau blanc autour duquel sont érigées neuf tentes composant un village temporaire qu'occupent les membres de l'équipe en tournée et les chevaux, créé spécifiquement en fonction des caractéristiques du spectacle.
Le Grand chapiteau blanc d’Odysséo, quant à lui, est deux fois plus grand (38 mètres) que la structure de la production de Cavalia.

## Chevaux
Les spectacles sont centrés sur les chevaux.
Cavalia héberge 70 chevaux de 13 races différentes, originaires de France, du Canada, d’Espagne, des États-Unis, et des Pays-Bas.
Les spectacles rencontrent une controverse pendant l'été 2018 de la part des antispécistes à Montréal au sujet du traitement des chevaux, pour que leurs intérêts soient « pris en compte de manière égale avec ceux des humains ». Ainsi, l'entreprise a fait sujet de nombreuses manifestations.

## Galerie

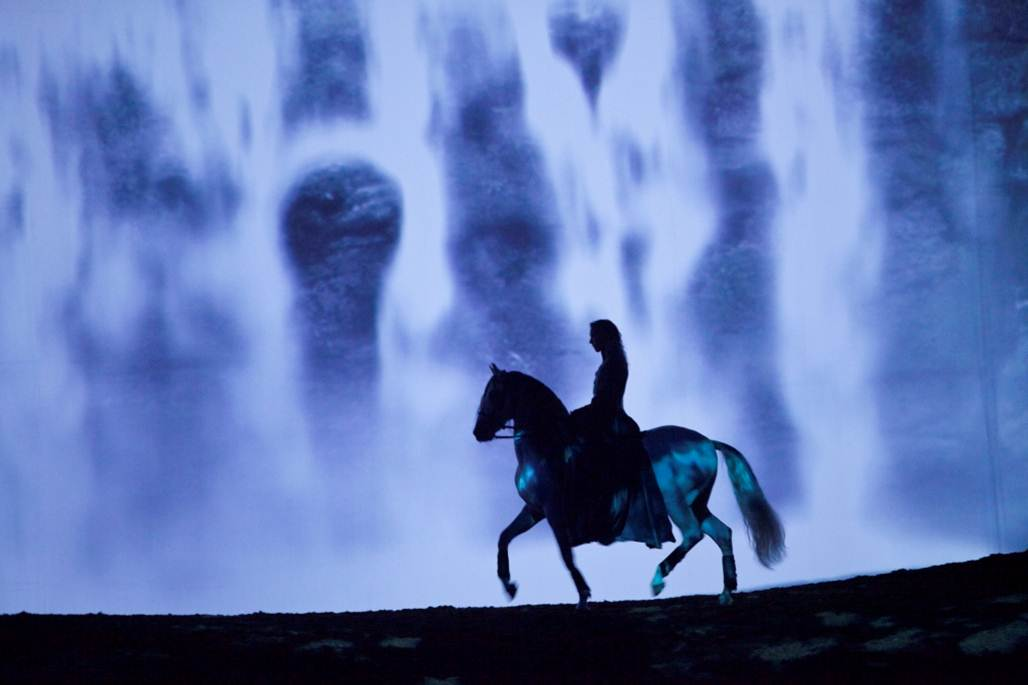
Les chutes
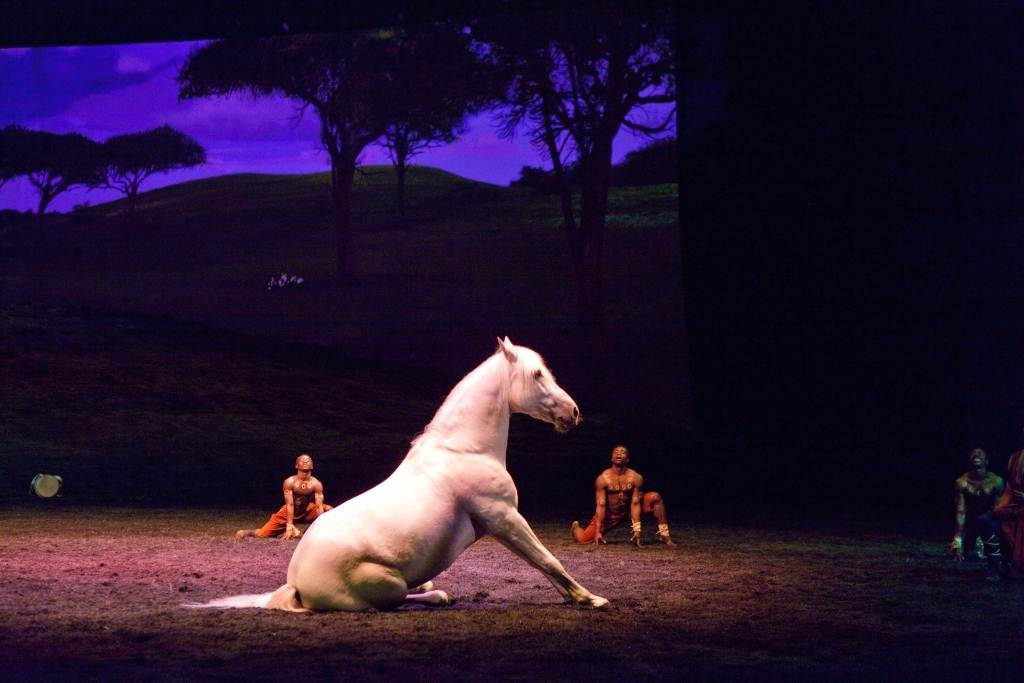
Numéro équestre
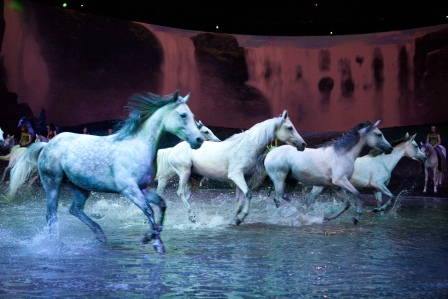
Course dans le bassin d'eau
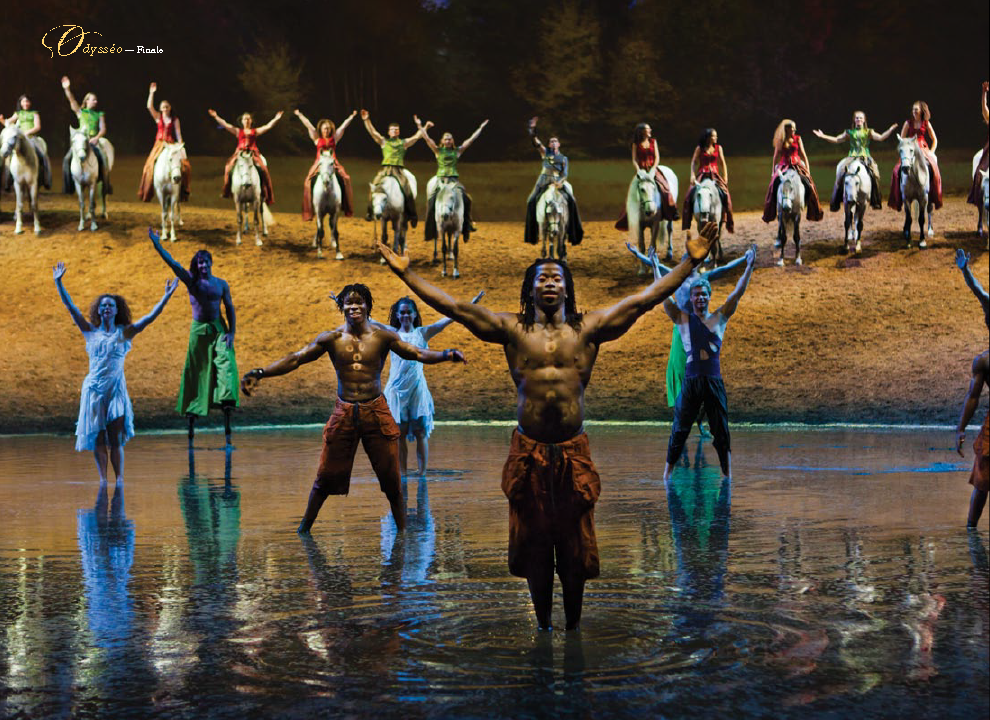
Final

## Illumi

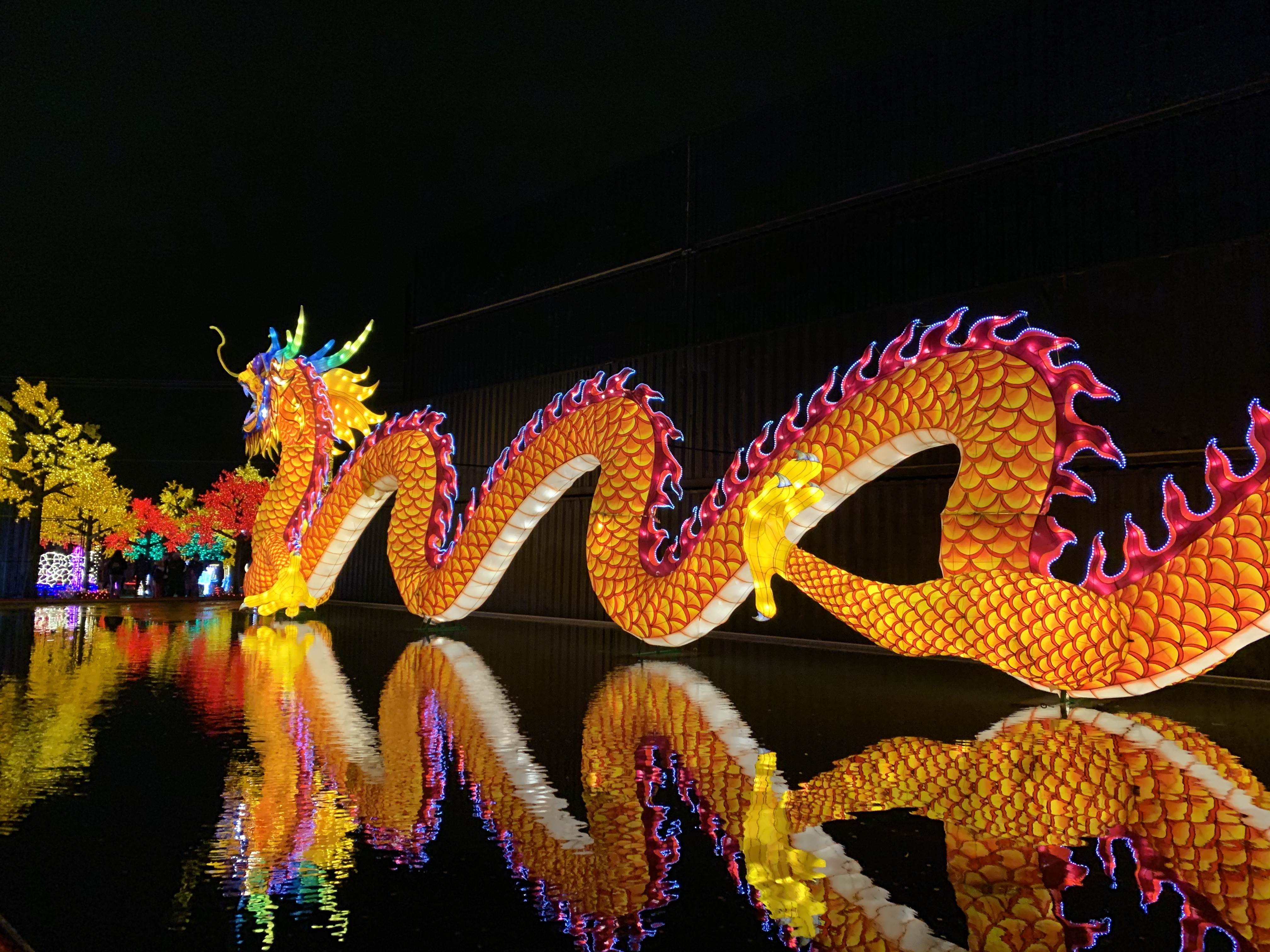
Structure lumineuse

Illumi est un parcours lumineux créé par Cavalia à Laval. Le parcours est trois kilomètres de long et payant.
Illumi se divise en plusieurs tableaux avec des structures de lumières et une ambiance sonore. Le thème principal des tableaux est Noël, mais en 2020, ils ont ajouté quelques tableaux sous le thème de l'Halloween.
Le parcours se fait soit à pied, soit en automobile. En 2020, il y avait plus de 15 million de lumières dans tout le parcours.